# Sarah Churchill, Duquesa de Marlborough
Sarah Churchill, Duquesa de Marlborough (nascida Jenyns, escrito como Jennings na maioria das referências modernas; St Albans, 5 de junho de 1660 – Londres, 18 de outubro de 1744) foi uma das mulheres mais influentes de sua época através de sua amizade com a rainha Ana da Grã-Bretanha. A influência e amizade de Sarah com a princesa Ana é amplamente conhecida, e as principais figuras públicas frequentemente iam até ela na esperança de influenciar Ana a atender seus pedidos. Como resultado, na época em que Ana se tornou rainha, o conhecimento de Sarah sobre o governo e intimidade da soberana a fizeram uma poderosa amiga e perigosa inimiga.
Sarah teve uma relação "longa e dedicada" com seu marido de mais de quarenta anos, John Churchill, 1.º Duque de Marlborough. Ela atuou como agente de Ana quando o pai desta, Jaime II & VII, foi deposto durante a "Revolução Gloriosa"; ela promoveu seus interesses durante o reinado de Guilherme III & II e Maria II. Quando Ana ascendeu ao trono em 1702 após a morte de Guilherme, o Duque de Marlborough junto com Sidney Godolphin, 1.º Conde de Godolphin, chegaram ao governo em parte por causa da amizade de Sarah com a rainha. Enquanto o duque estava fora do país comandando as tropas britânicas na Guerra da Sucessão Espanhola, a duquesa o manteve informado das intrigas de corte, enquanto ele enviava pedidos e conselhos políticos que ela então passava para Ana. Sarah incansavelmente fez campanha em nome dos Whigs ao mesmo tempo que dedicava muito de seu tempo construindo projetos como o Palácio de Blenheim. Ela morreu em 1744 aos 84 anos de idade.
Sarah, uma mulher com força de vontade e que gostava de conseguir as coisas ao seu jeito, acabava com a paciência da rainha sempre que discordava das nomeações da corte, políticas ou religiosas. Depois do rompimento final com Ana em 1711, Sarah e seu marido foram dispensados da corte, porém voltaram ao favor com os hanoverianos depois da morte de Ana em 1714 e a ascensão de Jorge I. Subsequentemente ela teve várias discussões com muitas pessoas importantes, incluindo sua filha a 2.ª Duquesa de Marlborough, o arquiteto de Blenheim John Vanbrugh, o primeiro-ministro Robert Walpole, o rei Jorge II e a rainha Carolina de Ansbach. O dinheiro que herdou a transformou numa das mulheres mais ricas da Europa.

## Início de vida
Saran Jennings nasceu em 5 de junho de 1660, provavelmente na Holywell House em St Albans, Hertfordshire. Ela era filha de Richard Jennings (ou Jenyns), um membro do parlamento, e Frances Thornhurst. Seu tio, Martin Lister, era um proeminente naturalista. Richard Jennings conheceu Jaime, Duque de Iorque, irmão do rei Carlos II de Inglaterra, em 1663 durante as negociações para a recuperação de uma propriedade em Kent que pertencia a sua sogra, Susan Lister. As primeiras impressões de Jaime foram favoráveis e em 1664 a irmã de Sarah, Frances, foi nomeada como dama de honra de Ana Hyde, a Duquesa de Iorque.
Apesar de Jaime forçar Frances a sair do posto por causa de seu casamento com um católico, o duque não esqueceu a família. Sarah entrou na corte em 1673 como dama de honra da segunda esposa de Jaime, Maria de Módena.
Sarah ficou amiga da jovem princesa Ana por volta de 1675 e a relação ficou mais forte enquanto as duas envelheciam. No final de 1675, enquanto ainda tinha quinze anos de idade, ela conheceu e se apaixonou por John Churchill, dez anos mais velho. Churchill, que anteriormente teve um caso com Barbara Palmer, amante de Carlos II, tinha pouco para oferecer financeiramente já que suas propriedades estavam endividadas. Sarah tinha uma rival para Churchill em Catherine Sedley, uma rica amante de Jaime e a escolha do pai de Churchill, sir Winston Churchill, que estava ansioso para restaurar a fortuna da família. Ele pode ter esperado em ter Sarah como sua amante no lugar da Duquesa de Cleveland, que recentemente havia partido para a França, porém cartas de Sarah para Churchill mostram a indisposição dela para assumir tal papel.

### Casamento

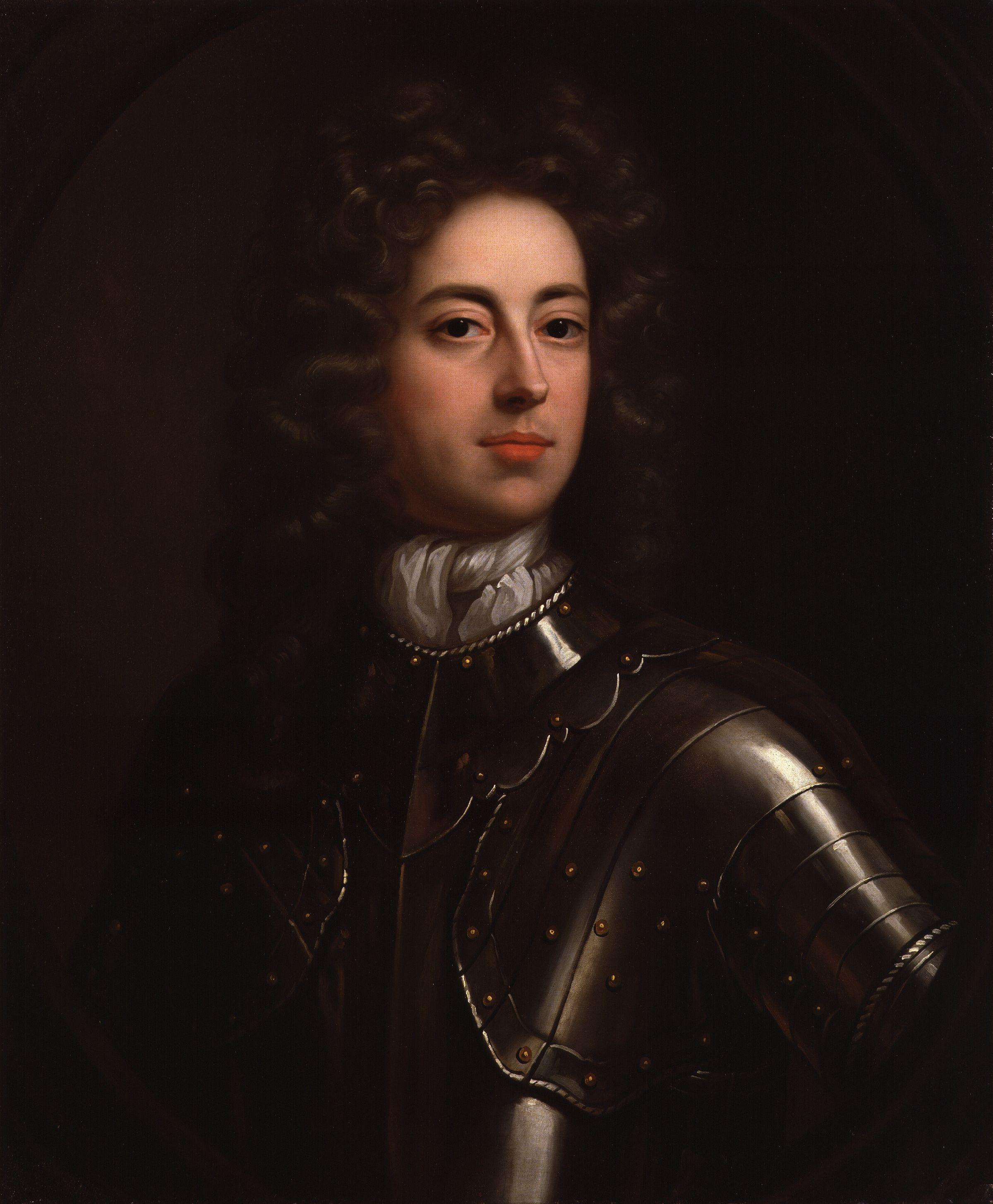
John Churchill, c. 1685–1690. Por John Closterman.

Seu irmão Ralph morreu em 1677 e ela e Frances se tornaram co-herdeiras dos Jennings em Hertfordshire e Kent. Churchill preferiu Sarah que Catherine Sedley, porém as famílias dos dois desaprovaram a união, assim eles se casaram secretamente no final de 1677.
John e Sarah eram dois protestantes em uma corte predominantemente católica, uma circunstância que influenciaria seus alinhamentos políticos. Apesar de nenhuma data ter sido registrada, o casamento foi anunciado apenas para a Duquesa de Iorque e para um pequeno círculo de amigos, assim Sarah poderia manter sua posição como dama de honra.
O casamento foi anunciado publicamente em 1 de outubro de 1678 quando Sarah ficou grávida; ela se retirou da corte para dar à luz sua primeira filha, Harriet, que morreu na infância. Quando o Duque de Iorque foi para o exílio na Escócia como resultado do tumulto gerado pelo Complô Papista, Churchill e Sarah o acompanharam e Carlos II os recompensou pela lealdade ao conferir o título de Barão Churchill de Eyemouth, assim Sarah se tornou Lady Churchill. Jaime voltou para a Inglaterra depois da tensão religiosa ter passado e Sarah foi nomeada Dama dos Aposentos de Ana após o casamento da última com o príncipe Jorge da Dinamarca em 1683.

## Vida
Com a sucessão da princesa Ana ao trono, Sarah foi designada Mistress of the Robes, Keeper of the Privy Purse e Ranger of Windsor Great Park, cargos dados, respectivamente, à responsável pelas jóias e roupas da rainha, ao conselheiro financeiro da rainha e ao guarda-florestal da propriedade real de Windsor (na qual ela e seu marido residiram em Cumberland Lodge). Ela exerceu uma grande influência pessoal e política sobre a rainha; contudo, a rival de Sarah (sua prima-irmã, Abigail Masham) conseguiu deteriorar um pouco a relação. Em 1711, Sarah e seu marido pararam de prestar favores reais. A morte de Anne, em 1714, favoreceu a situação financeira dos Churchill, mas o Duque morreu em 1722, sem ter visto a construção do Palácio de Blenheim finalizada. Coube à Sarah supervisionar a construção, e ela freqüentemente discutia com o arquiteto do projeto, John Vanbrugh.
As relações com a família real continuaram. Sarah tentou obter o casamento entre sua neta Lady Diana Spencer (1710-1735) com Frederico, Príncipe de Gales, mas seus planos falharam, quando Lady Diana foi obrigada a se casar com John Russell, 4° Duque de Bedford.

## Filhos
Sarah e seu marido tiveram sete filhos:
- Harriet Churchill (nascida em outubro de 1679 - falecida antes de 1698).
- Henrietta Godolphin, 2.ª Duquesa de Marlborough, (19 de julho de 1681 - 24 de outubro de 1733). Casou-se com Francis Godolphin, 2.ª Conde de Godolphin.
- Anne Churchill (27 de fevereiro de 1683 - 15 de abril de 1716). Casou-se com Charles Spencer, 3.º Conde de Sunderland.
- John Churchill, Marquês de Blandford, (13 de fevereiro de 1686 - 20 de fevereiro de 1703).
- Elizabeth Churchill (15 de março de 1687 - 22 de março de 1714). Casou-se com Scroop Egerton, 1.º Duque de Bridgwater.
- Mary Churchill (15 de julho de 1689 - 14 de maio de 1751). Casou-se com John Montagu, 2.º Duque de Montagu.
- Charles Churchill (19 de agosto de 1690 - 22 de maio de 1692).